# پال ویلیامز (ترانه‌سرا)
پال ویلیامز (انگلیسی: Paul Williams؛ زادهٔ ۱۹ سپتامبر ۱۹۴۰) یک موسیقی‌دان اهل ایالات متحده آمریکا است.
از فیلم‌هایی که وی در آن‌ها نقش داشته است، می‌توان به عزیز اشاره نمود.